# Eleocharis exigua
Eleocharis exigua är en halvgräsart som först beskrevs av Carl Sigismund Kunth, och fick sitt nu gällande namn av Johann Jakob Roemer och Schult.. Eleocharis exigua ingår i släktet småsäv, och familjen halvgräs. Inga underarter finns listade i Catalogue of Life.